# 1109년

## 연호
- 북송(北宋) 대관(大觀) 3년
- 요(遼) 건통(乾統) 9년
- 일본(日本) 덴닌(天仁) 2년
- 서하(西夏) 정관(貞觀) 9년
- 리 왕조(李朝) 롱푸응우옌호아(龍符元化) 9년

## 기년
- 고려(高麗) 예종(睿宗) 4년
- 북송(北宋) 휘종(徽宗) 9년
- 요(遼) 천조제(天祚帝) 9년
- 서하(西夏) 숭종(崇宗) 24년
- 리 왕조(李朝) 인종(仁宗) 38년

## 사건
- 고려가 여진족에게 9성을 돌려줌.
- 국학(國學)에 학과별 전문강좌인 칠재(七齋)를 설치하여 관학(官學)의 진흥을 꾀하였다.

## 탄생
- 10월 2일 - 고려(高麗)의 황태후(皇太后) 공예왕후. (~1183년)
- 11월 5일 - 고려(高麗)의 제17대 국왕(國王) 인종(仁宗). (~1146년)

### 미상
- 헝가리와 크로아티아의 국왕 벨러 2세. (~1141년)

## 사망
- 4월 21일 - 영국의 철학자 안셀무스 칸투아리엔시스. (?~)